# مجید قناد
مجید قناد (زادهٔ ۵ تیر ۱۳۳۳) تهیه‌کننده، کارگردان و مجری ایرانی کودک و نوجوان در صدا و سیما است. وی به عنوان مجری برتر توسط مخاطبان خارج از کشور (شبکهٔ جام جم) انتخاب شد. از برجسته‌ترین آثار او می‌توان برنامهٔ فیتیله جمعه تعطیله را نام برد که از سال ۱۳۸۰ تا سال ۱۳۸۹، بی‌وقفه در روزهای جمعه و اعیاد مختلف به صورت زنده پخش می‌شد.

## زندگی شخصی
مجید قناد در شهر شادگان یا خرمشهر به دنیا آمد. پدر و مادر او از شوشتری‌های شهر شادگان بودند. او همسر و سه فرزند دارد. دختر او سمن قناد بازیگر و کارگردان تئاتر است.
قناد یکی از بهترین خاطرات شیرین و معنوی زندگی خود را سفر به مکه مکرمه می داند و در مصاحبه ای، او با چشمان گریان توفیق این سفر معنوی خود را اشاره به شادی و دعای کودکان دانسته.
در ۱۶ خرداد ۱۴۰۳ اعلام شد که قناد به‌دلیل ضربه مغزی ناشی از تصادف تحت جراحی قرار گرفته است. همان روز پسرش این گزارش را تکذیب کرد و گفت: «پدرم ۴۰ روز قبل تصادف کرده بود که مشکل خاصی هم برایش پیش نیامد تا اینکه چند روز قبل به دلیل لخته خونی که در سرش به وجود آمده بود و ممکن است به دلیل تصادف چند وقت قبل هم باشد به بیمارستان منتقل شد و تحت عمل جراحی قرار گرفت».

## فعالیت
قناد دارای لیسانس کارگردانی و بازیگری از دانشکده هنرهای زیبای دانشگاه تهران و فوق لیسانس هنر از وزارت فرهنگ و ارشاد است. او فعالیت خود را با تئاتر آغاز نمود و سپس در سال ۱۳۵۵ وارد برنامه‌های تلویزیونی در صدا و سیمای آبادان گردید؛ و پس از شروع جنگ ایران و عراق در صدا و سیمای مرکز اصفهان کار خود را در زمینه تهیه‌کنندگی و کارگردانی آغاز کرد و از سال ۱۳۶۱ به بعد در صدا و سیمای مرکز لرستان مشغول به کار شده و در سال ۱۳۶۲ همراه با ادامه تحصیل در تهران و به عنوان مجری و تهیه‌کننده، کارگردان در شبکه دو مشغول به کار شد.
از فعالیت‌های او در تلویزیون می‌توان به مسابقات، نمایش‌ها، جشن‌های مختلف، سریال، همکاری با تلویزیون جام جم و خانه سینما اشاره کرد. او در فیلم‌های شهر در دست بچه‌ها و همه دختران من به عنوان بازیگر ایفای نقش نموده و در طول سال‌های فوق به عنوان مجری و کارگردان برنامه‌های فرهنگی و هنری در مناسبت‌های مختلف در سازمان‌ها از جمله دانشگاه‌های شهید بهشتی، صنعتی شریف، دانشگاه اصفهان، و شرکت‌های برق، پتروشیمی و غیره فعالیت داشت. او همچنین سابقه حضور به عنوان تهیه‌کننده، کارگردان و مجری برنامه‌های کودکان به صورت پخش زنده نیز دارد. قناد در دی ۱۳۸۹ بر خلاف میل شخصی‌اش از اجرای برنامه فیتیله جمعه تعطیله کنار رفت اما همچنان تهیه‌کنندگی این برنامه را بر عهده داشت و ابراز امیدواری کرد برنامه با مجری جدید همچنان موفق باشد. او سپس برنامه دیگری را با گروهی جدید متشکل از ۵ بازیگر جوان در روزهای جمعه با نام جمعه به جمعه خونه به خونه به آنتن شبکه دو آورد. پس از پایان برنامه جمعه به جمعه خونه به خونه او با ورود به صنعت بازی‌های رایانه‌ای و با تهیه‌کنندگی اثری موفق و متفاوت به نام بال‌های تاریک توانست نظر مثبت بسیاری از مخاطبان و منتقدان را به خود جلب کند و در اولین اقدام در سایت بین‌المللی slidedb موفق به کسب نشان دومین برنامه برتر آینده در سال ۲۰۱۵ شد. او هم‌اکنون در دانشگاه‌های هنر تدریس می‌کند.

## کارنامه
وی از سال ۱۳۶۳ تا ۱۳۹۵ برنامه‌های بسیاری را کارگردانی و تهیه نموده و در برخی کارها سمت مجری-بازیگر نیز داشته است.
سایر سوابق ایشان به شرح زیر:
- تدریس در دانشگاه‌های هنر در ایران و تدریس در دانشگاه علمی کاربردی واحد ۴۶، دانشگاه سروش و دانشگاه خبر
- تدریس در کانون پرورش فکری کودکان و نوجوانان
- تدریس در آموزشگاه بازیگری خورمهر خانم پوران درخشنده
- داوری جشنواره‌های تئاتر و داوری ستاره‌های صحنه کشور
- دبیر بیست و ششمین جشنواره بین‌المللی تئاتر کودک و نوجوان تهران-همدان
- سوابق مدیریتی:

عضو هیئت مدیره خانه تئاتر
نایب ریس هیئت مدیره کودک و نوجوان
دبیر بیست و هشتمین جشنواره بین‌المللی تئاتر کودک و نوجوان در همدان
داور بیست جشنواره تئاتر کودک و عروسکی در تهران و سایر شهرها
مسئول رفاه خانه تئاتر
| عنوان                              | سال  | سمت                                 | تعداد قسمت‌ها / توضیحات                             |
| ---------------------------------- | ---- | ----------------------------------- | -------------------------------------------------- |
| از مدرسه تا مدرسه                  |      | مجری بازیگر                         | ۱۲۰ اجرا                                           |
| «به‌دنبال مهر»                      | ۱۳۷۰ |                                     | به کارگردانی فریدون فرهودی، شبکه ۲                 |
| «بازی شادی تماشا»                  |      | مجری بازیگر                         | ۸۰ برنامه                                          |
| «نمایش هفته»                       |      | تهیه‌کننده                           | ۲۶ برنامه                                          |
| «چرخونک»                           |      | بازیگر و تهیه‌کننده و کارگردان       | ۵۲ برنامه                                          |
| فیلم کوتاه «فاصله»                 |      | تهیه‌کننده                           | ۴۵ دقیقه                                           |
| «گل و گلدون»                       |      | مجری کارگردان تهیه‌کننده             | ۱۰۴ برنامه مسابقه‌ای                                |
| مسابقه «سبز زرد قرمز»              |      |                                     | با مشارکت راهنمایی و رانندگی                       |
| «مسابقه کوچک (ساعت شنی)»           |      | مجری طراح سؤال کارگردان و تهیه‌کننده | ۱۰۴ برنامه                                         |
| «ویژه دهه فجر»                     |      | مجری                                |                                                    |
| «ویژه بازگشایی مدارس»، ترکیبی      |      | تهیه‌کننده و اجرا                    | ۷ قسمت                                             |
| «نمایشی پسر عموها»                 |      | تهیه‌کننده و کارگردان                | ۲۶ قسمت برای شبکه جهانی جام جم                     |
| «بازی شادی»                        |      | کارگردان تهیه‌کننده و مجری           | ۵۲ قسمت برای شبکه جهانی جام جم                     |
| کار عروسکی «آقا قور قور»           |      | تهیه‌کننده                           | ۲۶ قسمت                                            |
| «آقا تقی»، زنده-عروسکی             |      | مجری و تهیه‌کننده و کارگردان         |                                                    |
| «پالام پولوم پیلیم»                |      | تهیه‌کننده                           | ۲۶ قسمت نمایشی                                     |
| «انیمیشن سنجاق قفلی»               |      | تهیه‌کننده                           |                                                    |
| «ماهک و ماهور»                     |      | مجری و تهیه‌کننده                    | ویژه نوروز                                         |
| «دوقلوها»                          |      | تهیه‌کننده و بازیگر                  | سریال ۲۶ قسمتی                                     |
| «محله برو بیا»                     |      | همکاری در تهیه                      |                                                    |
| برنامه «هاچین واچین»               |      | همکاری در تهیه و اجرای              |                                                    |
| همکاری با سریال «همسران»           |      | بازیگر                              | در دوقسمت                                          |
| فیلم سینمایی «همه دختران من»       |      | بازیگر                              |                                                    |
| فیلم سینمایی «شهر در دست بچه‌ها»    |      | بازیگر                              |                                                    |
| برنامه «فیتیله جمعه تعطیله»        |      | تهیه‌کننده و مجری                    | به مدت نه سال                                      |
| برنامه «جمعه به جمعه خونه به خونه» |      | تهیه‌کننده و مجری و کارگردان         |                                                    |
| بازی رایانه‌ای بالهای تاریک         |      | تهیه‌کننده                           |                                                    |
| برنامه «یه گله جا»                 |      | مجری و تهیه‌کننده                    | با محوریت سلامت و تندرستی و با مشارکت وزارت بهداشت |
| برنامه «لوبیا فردا زود بیا»        | ۱۴۰۰ | مجری                                |                                                    |